# Cryosophila grayumii
Cryosophila grayumii là loài thực vật có hoa thuộc họ Arecaceae. Loài này được R.J.Evans mô tả khoa học đầu tiên năm 1995.